# Perché Sanremo è Sanremo?
Perché Sanremo è Sanremo? è un documentario a puntate del 2024. La prima puntata è andata in onda nella prima serata del 21 febbraio su Rai 1, mentre le restanti tre sono state distribuite direttamente su RaiPlay.

## Il programma e le puntate
Perché Sanremo è Sanremo? è un documentario dedito a raccontare la storia del Festival, che viene distribuita in quattro episodi. Il primo episodio narra i fatti della nascita del Festival alla morte di Luigi Tenco. Nel secondo episodio si parla dalle rivolte del Sessantotto all'intervento degli operai della Italsider nel Festival di Sanremo 1984. Nel terzo episodio si parla degli anni '80 e '90 a Sanremo, tra cui la vittoria di Si può dare di più e la partecipazione a Festival di Sanremo 1994 della canzone Signor tenente di Giorgio Faletti che denuncia le condizioni lavorative delle forze dell'ordine in quegli anni. Il quarto ed ultimo episodio racconta i fatti dalla fine degli anni '90 agli anni 2020, tra cui la partecipazione di Elio e le Storie Tese nel 1996, il discorso di Celentano a Sanremo 2012 e la vittoria di Mahmood nel 2019, ritenuto un primo avvicinamento da parte di Sanremo al mondo dei giovani.